# 岡野薬品
岡野薬品株式会社（おかのやくひん）は、長野県松本市本庄に本社を置く医薬品の総合卸売商社である。

## 沿革
- 1804年：初代岡野庄平により蔦屋を設立。
- 1950年5月：株式会社に改組。同時に岡野庄平商店に商号変更。
- 1970年：長野県伊那市のマルケイ小池薬品を吸収合併。
- 1971年：長野市の上野薬品を吸収合併。
- 1977年：現社名に商号変更。
- 1996年：薬商部門をアドバンスド・ヘルスケア・サービスに分割。

## 事業所
- 長野県 - 松本本社、松本営業所、長野営業所、上田営業所、佐久営業所、諏訪営業所（下諏訪町）、伊那営業所（上伊那郡南箕輪村）、飯田営業所
- 山梨県 - 山梨事業部（中巨摩郡昭和町）